# Baron Empain-paladset
Baron Empain-paladset er en indisk-inspireret ejendom i Heliopolis, en forstad til Cairo, Egypten. Den blev tegnet af den franske arkitekt Alexandre Marcel og dekoreret af Georges-Louis Claude. Den er opført 1907-1911 og er inspireret af Angkor Wat i Cambodja.